# Critics Choice Award de Melhor Elenco
O Critics' Choice Movie Awards de Melhor Elenco/Conjunto de Atuação é um dos prêmios concedidos a pessoas que trabalham na indústria cinematográfica pela Broadcast Film Critics Association.

## 2000s

### 2001
- Gosford Park
  - Ocean's Eleven
  - The Royal Tenenbaums

### 2002
- Chicago
  - The Hours
  - My Big Fat Greek Wedding

### 2003
- The Lord of the Rings: The Return of the King
  - Love Actually
  - A Mighty Wind
  - Mystic River

### 2004
- Sideways
  - Closer
  - The Life Aquatic with Steve Zissou
  - Ocean's Twelve

### 2005
- Crash
  - Good Night, and Good Luck.
  - Rent
  - Sin City
  - Syriana

### 2006
- Little Miss Sunshine
  - Babel
  - Bobby
  - The Departed
  - Dreamgirls
  - A Prairie Home Companion

### 2007
- Hairspray
  - Before the Devil Knows You're Dead
  - Gone Baby Gone
  - Juno
  - No Country for Old Men
  - Sweeney Todd: The Demon Barber of Fleet Street

### 2008
- Milk
  - The Curious Case of Benjamin Button
  - The Dark Knight
  - Doubt
  - Rachel Getting Married

### 2009
- Inglourious Basterds
  - Nine
  - Precious
  - Star Trek
  - Up in the Air

## 2010s
| Ano  | Vencedor                                        | Elenco | Ref.  |
| ---- | ----------------------------------------------- | --- | ----- |
| 2010 | The Fighter                                     | Amy Adams, Christian Bale, Melissa Leo, Jack McGee, Mark Wahlberg | [ 1 ] |
| 2010 | The Kids Are All Right                          | Julianne Moore, Annette Bening, Yaya DaCosta, Josh Hutcherson, Mark Ruffalo, Mia Wasikowska | [ 1 ] |
| 2010 | The King's Speech                               | Helena Bonham Carter, Jennifer Ehle, Colin Firth, Michael Gambon, Derek Jacobi, Guy Pearce, Geoffrey Rush, Timothy Spall | [ 1 ] |
| 2010 | The Social Network                              | Jesse Eisenberg, Andrew Garfield, Armie Hammer, Rooney Mara, Max Minghella, Justin Timberlake | [ 1 ] |
| 2010 | The Town                                        | Ben Affleck, Chris Cooper, Rebecca Hall, Jon Hamm, Blake Lively, Pete Postlethwaite, Jeremy Renner, Titus Welliver | [ 1 ] |
| 2011 | The Help                                        | Jessica Chastain, Viola Davis, Bryce Dallas Howard, Allison Janney, Chris Lowell, Ahna O'Reilly, Sissy Spacek, Octavia Spencer, Mary Steenburgen, Emma Stone, Cicely Tyson, Mike Vogel |       |
| 2011 | The Artist                                      | Bérénice Bejo, James Cromwell, Jean Dujardin, John Goodman, Penelope Ann Miller |       |
| 2011 | Bridesmaids                                     | Rose Byrne, Jill Clayburgh, Ellie Kemper, Melissa McCarthy, Wendi McLendon-Covey, Chris O'Dowd, Maya Rudolph, Kristen Wiig |       |
| 2011 | The Descendants                                 | Beau Bridges, George Clooney, Robert Forster, Judy Greer, Matthew Lillard, Shailene Woodley |       |
| 2011 | The Ides of March                               | George Clooney, Paul Giamatti, Ryan Gosling, Philip Seymour Hoffman, Marisa Tomei, Evan Rachel Wood, Jeffrey Wright |       |
| 2012 | Silver Linings Playbook                         | Jennifer Lawrence, Bradley Cooper, Robert De Niro, Anupam Kher, Chris Tucker, Jacki Weaver, Julia Stiles |       |
| 2012 | Argo                                            | Ben Affleck, Alan Arkin, Bryan Cranston, John Goodman |       |
| 2012 | The Best Exotic Marigold Hotel                  | Judi Dench, Celia Imrie, Bill Nighy, Dev Patel, Ronald Pickup, Maggie Smith, Tom Wilkinson, Penelope Wilton |       |
| 2012 | Les Misérables                                  | Russell Crowe, Anne Hathaway, Hugh Jackman, Amanda Seyfried, Helena Bonham Carter, Sacha Baron Cohen, Eddie Redmayne |       |
| 2012 | Lincoln                                         | Daniel Day-Lewis, Sally Field, Joseph Gordon-Levitt, Hal Holbrook, Tommy Lee Jones, James Spader, David Strathairn |       |
| 2012 | Moonrise Kingdom                                | Bob Balaban, Frances McDormand, Bill Murray, Edward Norton, Jason Schwartzman, Tilda Swinton, Bruce Willis |       |
| 2013 | American Hustle                                 | Amy Adams, Christian Bale, Jennifer Lawrence, Louis C.K., Bradley Cooper, Jeremy Renner, Michael Peña |       |
| 2013 | 12 Years a Slave                                | Benedict Cumberbatch, Paul Dano, Chiwetel Ejiofor, Michael Fassbender, Paul Giamatti, Lupita Nyong'o, Sarah Paulson, Brad Pitt, Alfre Woodard |       |
| 2013 | August: Osage County                            | Abigail Breslin, Chris Cooper, Benedict Cumberbatch, Juliette Lewis, Margo Martindale, Ewan McGregor, Dermot Mulroney, Julianne Nicholson, Julia Roberts, Sam Shepard, Meryl Streep, Misty Upham |       |
| 2013 | The Butler                                      | Mariah Carey, John Cusack, Jane Fonda, Cuba Gooding Jr., Terrence Howard, Lenny Kravitz, James Marsden, David Oyelowo, Alex Pettyfer, Vanessa Redgrave, Alan Rickman, Liev Schreiber, Forest Whitaker, Robin Williams, Oprah Winfrey                                                                                         |       |
| 2013 | Nebraska                                        | Bruce Dern, Will Forte, Stacy Keach, Bob Odenkirk, June Squibb |       |
| 2013 | The Wolf of Wall Street                         | Leonardo DiCaprio, Kyle Chandler, Jean Dujardin, Jon Favreau, Jonah Hill, Matthew McConaughey, Rob Reiner, Margot Robbie, Jon Bernthal |       |
| 2014 | Birdman or (The Unexpected Virtue of Ignorance) | Michael Keaton, Emma Stone, Edward Norton, Andrea Riseborough, Amy Ryan, Naomi Watts, Zach Galifianakis |       |
| 2014 | Boyhood                                         | Patricia Arquette, Ellar Coltrane, Ethan Hawke, Lorelei Linklater |       |
| 2014 | The Grand Budapest Hotel                        | F. Murray Abraham, Mathieu Amalric, Adrien Brody, Willem Dafoe, Ralph Fiennes, Jeff Goldblum, Harvey Keitel, Jude Law, Bill Murray, Edward Norton, Tony Revolori, Saoirse Ronan, Jason Schwartzman, Léa Seydoux, Tilda Swinton, Tom Wilkinson, Owen Wilson                                                                   |       |
| 2014 | The Imitation Game                              | Matthew Beard, Benedict Cumberbatch, Charles Dance, Matthew Goode, Rory Kinnear, Keira Knightley, Allen Leech, Mark Strong |       |
| 2014 | Into the Woods                                  | Christine Baranski, Tammy Blanchard, Emily Blunt, James Corden, Lilla Crawford, Johnny Depp, Anna Kendrick, Daniel Huttlestone, Billy Magnussen, MacKenzie Mauzy, Chris Pine, Lucy Punch, Meryl Streep, Frances de la Tour, Tracey Ullman                                                                                    |       |
| 2014 | Selma                                           | Common, Carmen Ejogo, Cuba Gooding Jr., David Oyelowo, Lorraine Toussaint, Giovanni Ribisi, Tim Roth, Henry G. Sanders, Martin Sheen, Tessa Thompson, Tom Wilkinson, Oprah Winfrey |       |
| 2015 | Spotlight                                       | Billy Crudup, Rachel McAdams, Brian d'Arcy James, Michael Keaton, Mark Ruffalo, Liev Schreiber, John Slattery, Stanley Tucci | [ 2 ] |
| 2015 | The Big Short                                   | Christian Bale, Steve Carell, Ryan Gosling, Melissa Leo, Hamish Linklater, John Magaro, Brad Pitt, Rafe Spall, Jeremy Strong, Marisa Tomei, Finn Wittrock | [ 2 ] |
| 2015 | The Hateful Eight                               | Demián Bichir, Bruce Dern, Walton Goggins, Jennifer Jason Leigh, Samuel L. Jackson, Michael Madsen, Tim Roth, Kurt Russell, Channing Tatum | [ 2 ] |
| 2015 | Straight Outta Compton                          | Neil Brown Jr., Paul Giamatti, Corey Hawkins, Aldis Hodge, O'Shea Jackson Jr., Jason Mitchell | [ 2 ] |
| 2015 | Trumbo                                          | Adewale Akinnuoye-Agbaje, Louis C.K., Bryan Cranston, David James Elliott, Elle Fanning, John Goodman, Diane Lane, Helen Mirren, Michael Stuhlbarg, Alan Tudyk | [ 2 ] |
| 2016 | Moonlight                                       | Mahershala Ali, Patrick Decile, Alex R. Hibbert, Naomie Harris, André Holland, Jharrel Jerome, Janelle Monáe, Jaden Piner, Trevante Rhodes, Ashton Sanders |       |
| 2016 | 20th Century Women                              | Annette Bening, Kirk Bovill, Darrell Britt-Gibson, Billy Crudup, Elle Fanning, Greta Gerwig, Thea Gill, Nathalie Love, Randy Ryan, Alia Shawkat, Laura Slade Wiggins, Waleed Zuaiter, Lucas Jade Zumann |       |
| 2016 | Fences                                          | Jovan Adepo, Viola Davis, Stephen McKinley Henderson, Russell Hornsby, Saniyya Sidney, Denzel Washington, Mykelti Williamson |       |
| 2016 | Hell or High Water                              | Gil Birmingham, Jeff Bridges, Dale Dickey, Ben Foster, Marin Ireland, Katy Mixon, Melanie Papalia, Chris Pine, Kevin Rankin |       |
| 2016 | Hidden Figures                                  | Mahershala Ali, Kevin Costner, Kirsten Dunst, Rhoda Griffis, Taraji P. Henson, Aldis Hodge, Karan Kendrick, Janelle Monáe, Paige Nicollette, Jim Parsons, Glen Powell, Saniyya Sidney, Octavia Spencer, Gary Weeks |       |
| 2016 | Manchester by the Sea                           | Casey Affleck, Matthew Broderick, Heather Burns, Kyle Chandler, Tate Donovan, Kara Hayward, Lucas Hedges, Gretchen Mol, Erica McDermott, Michelle Williams |       |
| 2017 | Three Billboards Outside Ebbing, Missouri       | Abbie Cornish, Peter Dinklage, Woody Harrelson, John Hawkes, Lucas Hedges, Željko Ivanek, Caleb Landry Jones, Frances McDormand, Clarke Peters, Sam Rockwell, Samara Weaving | [ 3 ] |
| 2017 | Dunkirk                                         | Kenneth Branagh, Tom Hardy, Cillian Murphy, Mark Rylance, Fionn Whitehead, Tom Glynn-Carney, Jack Lowden, Harry Styles, Aneurin Barnard, James D'Arcy, Barry Keoghan. | [ 3 ] |
| 2017 | Lady Bird                                       | Timothée Chalamet, Beanie Feldstein, Lucas Hedges, Tracy Letts, Stephen McKinley Henderson, Laurie Metcalf, Jordan Rodrigues, Saoirse Ronan, Odeya Rush, Marielle Scott, Lois Smith | [ 3 ] |
| 2017 | Mudbound                                        | Jonathan Banks, Mary J. Blige, Jason Clarke, Garrett Hedlund, Jason Mitchell, Rob Morgan, Carey Mulligan | [ 3 ] |
| 2017 | The Post                                        | Bruce Greenwood, Tom Hanks, Tracy Letts, Bob Odenkirk, Sarah Paulson, Matthew Rhys, Meryl Streep, Bradley Whitford | [ 3 ] |
| 2018 | The Favourite                                   | Joe Alwyn, Olivia Colman, Nicholas Hoult, Emma Stone, Rachel Weisz | [ 4 ] |
| 2018 | Black Panther                                   | Angela Bassett, Chadwick Boseman, Sterling K. Brown, Winston Duke, Martin Freeman, Danai Gurira, Michael B. Jordan, Daniel Kaluuya, Lupita Nyong'o, Andy Serkis, Forest Whitaker, Letitia Wright | [ 4 ] |
| 2018 | Crazy Rich Asians                               | Awkwafina, Gemma Chan, Henry Golding, Ken Jeong, Lisa Lu, Harry Shum Jr., Constance Wu, Michelle Yeoh | [ 4 ] |
| 2018 | Vice                                            | Amy Adams, Christian Bale, Steve Carell, LisaGay Hamilton, Justin Kirk, Eddie Marsan, Tyler Perry, Alison Pill, Jesse Plemons, Lily Rabe, Sam Rockwell | [ 4 ] |
| 2018 | Widows                                          | Viola Davis, Elizabeth Debicki, Robert Duvall, Cynthia Erivo, Colin Farrell, Brian Tyree Henry, Daniel Kaluuya, Liam Neeson, Michelle Rodriguez | [ 4 ] |
| 2019 | The Irishman                                    | Robert De Niro, Al Pacino, Joe Pesci, Ray Romano, Bobby Cannavale, Anna Paquin, Stephen Graham, Harvey Keitel, Kathrine Narducci, Stephanie Kurtzuba, Welker White, Jesse Plemons, Jack Huston, Domenick Lombardozzi, Paul Herman, Gary Basaraba, Marin Ireland, Aleksa Palladino, J. C. MacKenzie                           | [ 5 ] |
| 2019 | Bombshell                                       | Charlize Theron, Nicole Kidman, Margot Robbie, John Lithgow, Kate McKinnon, Connie Britton, Malcolm McDowell, Allison Janney, Rob Delaney, Mark Duplass, Alice Eve, Ashley Greene, Alanna Ubach, D'Arcy Carden | [ 5 ] |
| 2019 | Knives Out                                      | Ana de Armas, Toni Collette, Daniel Craig, Jamie Lee Curtis, Chris Evans, Don Johnson, Katherine Langford, Riki Lindhome, Jaeden Martell, Edi Patterson, Christopher Plummer, Noah Segan, Michael Shannon, Lakeith Stanfield                                                                                                 | [ 5 ] |
| 2019 | Little Women                                    | Saoirse Ronan, Emma Watson, Florence Pugh, Eliza Scanlen, Laura Dern, Timothée Chalamet, Meryl Streep, Tracy Letts, Bob Odenkirk, James Norton, Louis Garrel, Chris Cooper, Jayne Houdyshell, Abby Quinn | [ 5 ] |
| 2019 | Marriage Story                                  | Scarlett Johansson, Adam Driver, Laura Dern, Alan Alda, Ray Liotta, Julie Hagerty, Merritt Wever, Mark O'Brien, Matthew Shear, Brooke Bloom, Kyle Bornheimer, Mickey Sumner, Wallace Shawn, Martha Kelly | [ 5 ] |
| 2019 | Once Upon a Time in Hollywood                   | Leonardo DiCaprio, Brad Pitt, Margot Robbie, Emile Hirsch, Margaret Qualley, Timothy Olyphant, Austin Butler, Dakota Fanning, Bruce Dern, Al Pacino, Brenda Vaccaro, Nicholas Hammond, Samantha Robinson, Rafał Zawierucha, Lorenza Izzo, Costa Ronin, Damon Herriman, Lena Dunham, Madisen Beaty, Mikey Madison, Maya Hawke | [ 5 ] |
| 2019 | Gisaengchung                                    | Jang Hye-jin, Jung Hyun-joon, Jung Ji-so, Lee Jung-eun, Song Kang-ho, Park Myung-hoon, Park So-dam, Lee Sun-kyun, Choi Woo-shik, Cho Yeo-jeong | [ 5 ] |

## 2020
| Ano  | Vencedor                          | Elenco | Ref.  |
| ---- | --------------------------------- | --- | ----- |
| 2020 | The Trial of the Chicago 7        | Yahya Abdul-Mateen II, Sacha Baron Cohen, Joseph Gordon-Levitt, Michael Keaton, Frank Langella, John Carroll Lynch, Eddie Redmayne, Noah Robbins, Mark Rylance, Alex Sharp, Jeremy Strong, Ben Shenkman, Kelvin Harrison Jr., John Doman, Daniel Flaherty, Caitlin FitzGerald, J. C. MacKenzie, Damian Young, Max Adler, C. J. Wilson | [ 6 ] |
| 2020 | Da 5 Bloods                       | Delroy Lindo, Jonathan Majors, Clarke Peters, Norm Lewis, Isiah Whitlock Jr., Mélanie Thierry, Paul Walter Hauser, Jasper Pääkkönen, Jean Reno, Chadwick Boseman (póstumo), Veronica Ngo, Johnny Trí Nguyễn, Nguyễn Ngọc Lâm, Lê Y Lan, Sandy Hương Phạm | [ 6 ] |
| 2020 | Judas and the Black Messiah       | Daniel Kaluuya, Lakeith Stanfield, Jesse Plemons, Dominique Fishback, Ashton Sanders, Darrell Britt-Gibson, Lil Rel Howery, Algee Smith, Dominique Thorne, Martin Sheen, Amari Cheatom | [ 6 ] |
| 2020 | Ma Rainey's Black Bottom          | Viola Davis, Chadwick Boseman, Glynn Turman, Colman Domingo, Michael Potts, Jonny Coyne, Taylour Paige, Jeremy Shamos, Dusan Brown, Joshua Harto | [ 6 ] |
| 2020 | Minari                            | Steven Yeun, Han Ye-ri, Alan Kim, Noel Kate Cho, Youn Yuh-jung, Will Patton, Scott Haze, Jacob Wade | [ 6 ] |
| 2020 | One Night in Miami...             | Kingsley Ben-Adir, Eli Goree, Aldis Hodge, Leslie Odom Jr., Lance Reddick, Joaquina Kalukango, Michael Imperioli, Beau Bridges, Lawrence Gilliard Jr., Nicolette Robinson | [ 6 ] |
| 2021 | Belfast                           | Caitriona Balfe, Jamie Dornan, Judi Dench, Jude Hill, Ciarán Hinds, Colin Morgan |       |
| 2021 | Don't Look Up                     | Cate Blanchett, Timothée Chalamet, Leonardo DiCaprio, Ariana Grande, Jonah Hill, Jennifer Lawrence, Melanie Lynskey, Scott Mescudi, Rob Morgan, Himesh Patel, Ron Perlman, Tyler Perry, Mark Rylance, Meryl Streep |       |
| 2021 | The Harder They Fall              | Jonathan Majors, Idris Elba, Zazie Beetz, Regina King, Delroy Lindo, Lakeith Stanfield, RJ Cyler, Danielle Deadwyler, Edi Gathegi, Deon Cole |       |
| 2021 | Licorice Pizza                    | Alana Haim, Cooper Hoffman, Bradley Cooper, Sean Penn, Tom Waits, Benny Safdie, Skyler Gisondo, Mary Elizabeth Ellis |       |
| 2021 | The Power of the Dog              | Benedict Cumberbatch, Kirsten Dunst, Kodi Smit-McPhee, Jesse Plemons, Thomasin McKenzie, Keith Carradine, Genevieve Lemon, Frances Conroy, Peter Carroll |       |
| 2021 | West Side Story                   | Rachel Zegler, Ansel Elgort, Ariana DeBose, David Alvarez, Mike Faist, Rita Moreno, Brian d'Arcy James, Corey Stoll, Ana Isabelle, Andréa Burns, Jamie Harris, Ben Cook, Kyle Allen, Myles Erlick, Talia Ryder, Maddie Ziegler |       |
| 2022 | Glass Onion: A Knives Out Mystery | Daniel Craig, Edward Norton, Janelle Monáe, Kathryn Hahn, Leslie Odom Jr., Kate Hudson, Dave Bautista, Jessica Henwick, Madelyn Cline, Noah Segan, Jackie Hoffman, Dallas Roberts, Ethan Hawke, Hugh Grant, Stephen Sondheim, Natasha Lyonne, Adam Davenport, Kareem Abdul-Jabbar, Serena Williams, Yo-Yo Ma, Angela Lansbury |       |
| 2022 | The Banshees of Inisherin         | Colin Farrell, Brendan Gleeson, Kerry Condon, Barry Keoghan, Pat Shortt, Gary Lydon, Jon Kenny, Aaron Monaghan, Bríd Ní Neachtain, Sheila Flitton |       |
| 2022 | Everything Everywhere All at Once | Michelle Yeoh, Ke Huy Quan, Stephanie Hsu, James Hong, Jamie Lee Curtis, Jenny Slate, Harry Shum Jr., Tallie Medel |       |
| 2022 | The Fabelmans                     | Michelle Williams, Paul Dano, Seth Rogen, Gabriel LaBelle, Keely Karsten, Julia Butters, Judd Hirsch, Sophia Kopera, Jeannie Berlin, Robin Bartlett |       |
| 2022 | The Woman King                    | Viola Davis, Thuso Mbedu, Lashana Lynch, Sheila Atim, Hero Fiennes Tiffin, John Boyega, Jimmy Odukoya, Masali Baduza, Jayme Lawson, Adrienne Warren |       |
| 2022 | Women Talking                     | Rooney Mara, Claire Foy, Jessie Buckley, Judith Ivey, Ben Whishaw, Frances McDormand, Sheila McCarthy, Michelle McLeod, Kate Hallett, Liv McNeil, Emily Mitchell, Kira Guloien, Shayla Brown, August Winter |       |
| 2023 | Oppenheimer                       | Cillian Murphy, Emily Blunt, Robert Downey Jr., Matt Damon, Josh Hartnett, Florence Pugh, Benny Safdie, David Krumholtz, Alden Ehrenreich, Rami Malek, Jason Clarke, Casey Affleck |       |
| 2023 | Air                               | Matt Damon, Ben Affleck, Jason Bateman, Chris Messina, Matthew Maher, Marlon Wayans, Jay Mohr, Chris Tucker, Viola Davis, Gustaf Skarsgård |       |
| 2023 | Barbie                            | Margot Robbie, Ryan Gosling, Will Ferrell, America Ferrera, Ariana Greenblatt, Kate McKinnon, Helen Mirren, Rhea Perlman, Issa Rae, Michael Cera, Dua Lipa, Simu Liu, John Cena, Emerald Fennell, Ncuti Gatwa, Emma Mackey, Kingsley Ben-Adir, Scott Evans |       |
| 2023 | The Color Purple                  | Fantasia Barrino, Taraji P. Henson, Danielle Brooks, Colman Domingo, Corey Hawkins, Gabrielle Wilson, Halle Bailey, Aunjanue Ellis-Taylor, Jon Batiste, Louis Gossett Jr., David Alan Grier, Deon Cole, Tamela Mann, Elizabeth Marvel, Phylicia Pearl Mpasi, Ciara |       |
| 2023 | The Holdovers                     | Paul Giamatti, Da'Vine Joy Randolph, Dominic Sessa, Carrie Preston, Gillian Vigman, Tate Donovan, Brady Hepner, Ian Dolley, Jim Kaplan, Michael Provost, Andrew Garman |       |
| 2023 | Killers of the Flower Moon        | Leonardo DiCaprio, Lily Gladstone, Robert De Niro, Jesse Plemons, Tantoo Cardinal, John Lithgow, Brendan Fraser, Cara Jade Myers |       |
| 2024 | Conclave                          | Ralph Fiennes, Stanley Tucci, John Lithgow, Sergio Castellitto, Isabella Rossellini, Lucian Msamati, Carlos Diehz, Brían F. O'Byrne, Merab Ninidze, Thomas Loibl, Jacek Koman, Loris Loddi, Balkissa Maiga | [ 7 ] |
| 2024 | Anora                             | Mikey Madison, Mark Eidelstein, Yura Borisov, Karren Karagulian, Vache Tovmasyan, Aleksei Serebryakov, Darya Ekamasova, Lindsey Normington, Ivy Wolk, Luna Sofia Miranda, Alena Gurevich, Sebastian Conelli, Ella Rubin | [ 7 ] |
| 2024 | Emilia Pérez                      | Zoe Saldaña, Karla Sofía Gascón, Selena Gomez, Adriana Paz, Édgar Ramírez, Mark Ivanir | [ 7 ] |
| 2024 | Saturday Night                    | Gabriel LaBelle, Rachel Sennott, Cory Michael Smith, Ella Hunt, Dylan O'Brien, Emily Fairn, Matt Wood, Lamorne Morris, Kim Matula, Finn Wolfhard, Nicholas Braun, Ellen Boscov, Cooper Hoffman, Andrew Barth Feldman, Leander Suleiman, Taylor Gray, Mcabe Gregg, Abraham Hsu, Corinne Britti, Nicholas Podany, Rowan Joseph, Kirsty Woodward, Kaia Gerber, Robert Wuhl, Drew Scheid, Tommy Dewey, Catherine Curtin, Jon Batiste, Brian Welch, Jef Holbrook, Willem Dafoe, Paul Rust, Tracy Letts, Matthew Rhys, Naomi McPherson, J. K. Simmons, Billy Bryk, Brad Garrett, Josh Brener | [ 7 ] |
| 2024 | Sing Sing                         | Colman Domingo, Clarence Maclin, Sean San José, Paul Raci, David Giraudy, Patrick Griffin, Jon-Adrian Velazquez, Sean Johnson | [ 7 ] |
| 2024 | Wicked                            | Cynthia Erivo, Ariana Grande, Jonathan Bailey, Ethan Slater, Bowen Yang, Marissa Bode, Peter Dinklage, Michelle Yeoh, Jeff Goldblum, Bronwyn James, Andy Nyman, Courtney-Mae Briggs, Keala Settle, Aaron Teoh, Sharon D. Clarke, Jenna Boyd, Colin Michael Carmichael, Karis Musongole, Cesily Collette Taylor | [ 7 ] |